# San Martino di Lupari
San Martino di Lupari – miejscowość i gmina we Włoszech, w regionie Wenecja Euganejska, w prowincji Padwa.
Według danych na rok 2004 gminę zamieszkiwały 11 424 osoby, 476 os./km².